# Venaria-paladset
Venaria-paladset (italiensk: Reggia di Venaria Reale) er en tidligere kongelig residens og have i Venaria Reale (en), nær Torino i Piemonte i Norditalien. Paladset er en af Huset Savoyens residenser, og kom på UNESCO's Verdensarvsliste i 1997.